# Abraão Aben Zarsal
Abraão Aben Zarsal (Sevilha, Espanha) foi um astrónomo espanhol de origem hebraica. Tornou-se conhecido pelos seus trabalhos de astronomia e pelo horóscopo que fez ao rei Pedro I de Castela.